# Klemens Węgierski
Klemens Węgierski – szambelan króla Stanisława Augusta Poniatowskiego, członek sprzysiężenia, przygotowującego wybuch powstania kościuszkowskiego, członek Wydziału Wojskowego Rady Zastępczej Tymczasowej, zastępca radcy Rady Najwyższej Narodowej i pułkownik milicji warszawskiej w insurekcji kościuszkowskiej. 2 marca 1794 został aresztowany przez Rosjan.
23 czerwca otrzymał patent pułkownikowski i stanął na czele batalionu strzelców.